# فلسفه معماری
فلسفهٔ معماری (به انگلیسی: Philosophy of architecture) شاخه‌ای از فلسفهٔ هنر است که با مباحثی همچون ارزش زیبایی‌شناسانهٔ معماری، معناشناسی در آن و ارتباط آن با توسعهٔ فرهنگ سر و کار دارد.

## مقولات فلسفهٔ معماری
بر مبنای آنچه در مدخل فلسفهٔ معماری در دانشنامه فلسفه استنفورد آمده فلسفهٔ معماری شامل موضوعات مختلفی است، اهم این موضوعات بحث دربارهٔ چیستی معماری، چیستی متعلقات معماری، ویژگی‌های خاص آن، انواع و گونه‌ها در معماری، معنا در معماری، داوری دربارهٔ معماری، ویزگی‌های اجتماعی و اخلاقی معماری است.